# Позориште Орегон
45° 30′ 17″ С; 122° 37′ 40″ З / 45.5046278° С; 122.6277533° З
Позориште Орегон, је позориште и биоскоп у округу Ричхмонд, југоисточно од Портланда, у Орегону. Позориште је изграђено 1925. године и у њему су првобитно биле постављене оргуље Вурлитзер и водвил. Касније би се приказивале холивудски, уметнички и филмови на шпанском језику. Зграду је породица Мајзелс купила 1967. године, а биоскоп за одрасле је постало седамдесетих година. Наставио је да ради као најдужи градски порнографски биоскоп и остао је у власништву члана породице Мајзелс све до 13. фебруара 2020. године.
Биоскоп је описан као „мање језив од већине других”  дуж новоразвијене улице Југоисточне дивизије. Названи су и „последњим задржавањем једне ере”, а односи се и на истакнутост приказивања филмова за одрасле у граду током седамдесетих година 20. века и на његов статус последњег имања у власништву породице Мајзелс.
Године 2004. зграда је идентификована као „место улагања и идентитета“ и добила је похвале због атрибута које вреднује заједница, као што су квалитетна архитектура, локално власништво и оријентација на улицу. Објекат је затворен почетком марта 2020. године.

## Опис и историјат
Позориште је двоетажно, са око 810 м2, а дизајнирао га је Хјуберт А. Вилијамс. Урађено је у стилу италијанске архитектуре, са плановима које је сачинио Јниверсал сервис. Зграда је изграђена од цигле, а укључује и малопродајни објекат од стакла, двоструке висеће прозоре, украсну циглу и раван кров. По завршетку, унутрашњост је имала Вурлитзер цеви вредности 16.000 долара, украшене расветне објекте причвршћене на таваницу са високом куполом, 750 столица с високим наслоном, водитељску сцену и екран димензија 4,9 м × 6,1 м.  Изградња позоришта је коштала 35.000 долара, а отворено је 4. септембра 1925. године..
Првобитни власник зграде био је Џ. В. Мекфалден. Следећи власници били су Џ. Џ. и Лиди Мод, Џ. С. Мидлтон, Мари Ват и Ернест Бас. Улазна врата и благајну позоришта измиенио је 1930. године Џ. В. Мекфаден, заједно са изградњом нове кабине. Године 1949. када је Конгресна Христова црква реконструисала нову црквену зграду на свом имању у 33. југоисточној улици  у позоришту у Орегону одржаване су црквене службе. Предњи улаз позоришта, укључујући његова врата и кабину из тридесетих година, 1954. године санирао је Фергусон Касади.ref name=Lacher/>
Године 1967. имигрантска породица стекла је власништво над позориштем. Породица Мајзелс такође је била у власништву других биоскопа, укључујући позориште Аладин, пропали и срушени парк Енкрор, који је данас познат као позориште у Клинтоновој улици. Поред холивудских филмова, у биоскопима су се приказивали уметнички и филмови на шпанском језику.
Први сексуално експлицитни филм приказан у Орегону пуштен је 1967. године. Тај филм је позоришту пружио више посла за три дана, него двонедељне продаје карата за представе и остале филмове и одатле интересовање руководства Орегона за ексклузивно приказивање филмова за одрасле.
Значајн успех позориште је доживело 1972. године, дошло је до повећања броја филмских пројекција за одрасле у више од десетак биоскопа у Портланду. Међутим, порастом броја видео касета и увођењем кабловске телевизије довео је до пада посећености биоскопа, а до двахиљадитих година  породица Мајзелс је продала сву своју имовину осим позоришта у Орегону. Гајне Мајзелс је до почетка 2002. године био власник позоришта, а оно је било најстарије позоришта које делује као порнографски биоскоп у граду.
Као биоскоп за одрасле, позориште са једним екраном заменило је традиционална седишта. Почело је оглашавати емисије о сексу уживо у раном делу 21. века.. Године 2005. године Портланд Меркури истакао је да је позориште свакодневно приказивало хетеросексуалне порнографске филмове, осим среде и суботе, када су имали бисексуални садржај. Портланд Маунтли је 2013. описао „зелени улаз у позориште које води до ДВД филмова за одрасле и равнодушним вратаром који тражи 8 долара. Унутар неколико десетака мушкараца, углавном старијих људи, заузимају мешавине старих кауча у готово потпуној тами”.
У фебруару 2020, власнику је забрањено приказивање експицитног садржаја, а место је затворено 3. марта 2020. године.

## Пријем
Према локалном филмском архивисту и аутору Герију Лахеру, рекорд позоришта у Орегону као најдуже оперирани биоскоп за одрасле у Портланду често није јавно признат и представља "оследње задржавање једне ере, позивајући се на истакнутост пројекција филма за одрасле у Портланду. У интервјуу, Лахер је изразио жељу да се позориште врати у традиционалнији биоскоп, али био је захвалан што је место до данас било поштеђено од затварања и рушења.
Године 2004. ГНТ Планинг је у свој извештај укључио позориште као „место улагања и идентитета“, које је наручило Одељење за визуелну коалицију, коалиција чланова заједнице из оближњих пословних и суседских асоцијација.Одељење за визуелну коалицију улаже у „економију предузећа у локалном власништву, атрактиван улични пејзаж и позива суседе да се задрже на местима у њиховом насељу. Зграда је идентификована као вредна због своје старости, укључујући квалитетну архитектуру, локално власништво и оријентацију на улицу.
У свом прегледу позоришта из Портланда из 2005. године, у Портланд Меркурију је написано да „препуна простија удобних софа чини излет угодним“, али је критиковао место одржавања због само једног екрана и приказивања претежно хетеросексуалних филмова. У публикацији је речено да је место било попут стварног биоскопа, те и да је много мање језиво од већине других.